# Archäologischer Park Cambodunum
Der Archäologische Park Cambodunum in Kempten (Allgäu) ist ein Ausgrabungsgelände und Museum über die Besiedlung des römerzeitlichen Ortes Cambodunum zur Zeit des Kaisers Augustus. Er liegt im sogenannten Bleicherösch, im Viertel Auf dem Lindenberg rechts der Iller auf einer hochwassersicheren Terrasse und ist seit dem Jahre 1983 öffentlich zugänglich. Die Ausgrabungsarbeiten begannen am 19. September 1885 durch den Kemptener Kaufmann August Ulrich unter dem speziell hierfür gegründeten Allgäuer Alterthumsverein. Seither wurden über vierzig weitere Grabungen durchgeführt. August Thiersch war sich sicher, dass man mit dem entdeckten Forum auf die schon lange hier vermutete römische Stadt Cambodunum gestoßen war. Neben der Besichtigung der Ausgrabungen werden auch verschiedene Veranstaltungen und Besucherprojekte angeboten. Der Park gliedert sich in drei Bereiche: den gallo-römischen Tempelbezirk mit fünf rekonstruierten Bauten und einer Doppelhalle, die den Tempelbezirk auf drei Seiten umgab, den kleinen Thermen mit einem museal ausgestatteten Schutzbau und das Forum mit der Basilika, Prätorium, Mannschaftsunterkünften und Wirtschaftsgebäuden von Cambodunum. Die Anlage ist der größte vollständige archäologische Grabplatz nördlich der Alpen. Im Jahre 1982 entschloss sich die Stadt Kempten, mit dem Bayerischen Landesamt für Denkmalpflege und dem Institut für Provinzialrömische Archäologie an der Ludwig-Maximilians-Universität München eine eigene Stadtarchäologie ins Leben zu rufen, aus Geldeinsparungsgründen wurde diese mittlerweile in das Kulturamt eingegliedert.

## Geschichte und Gebäude

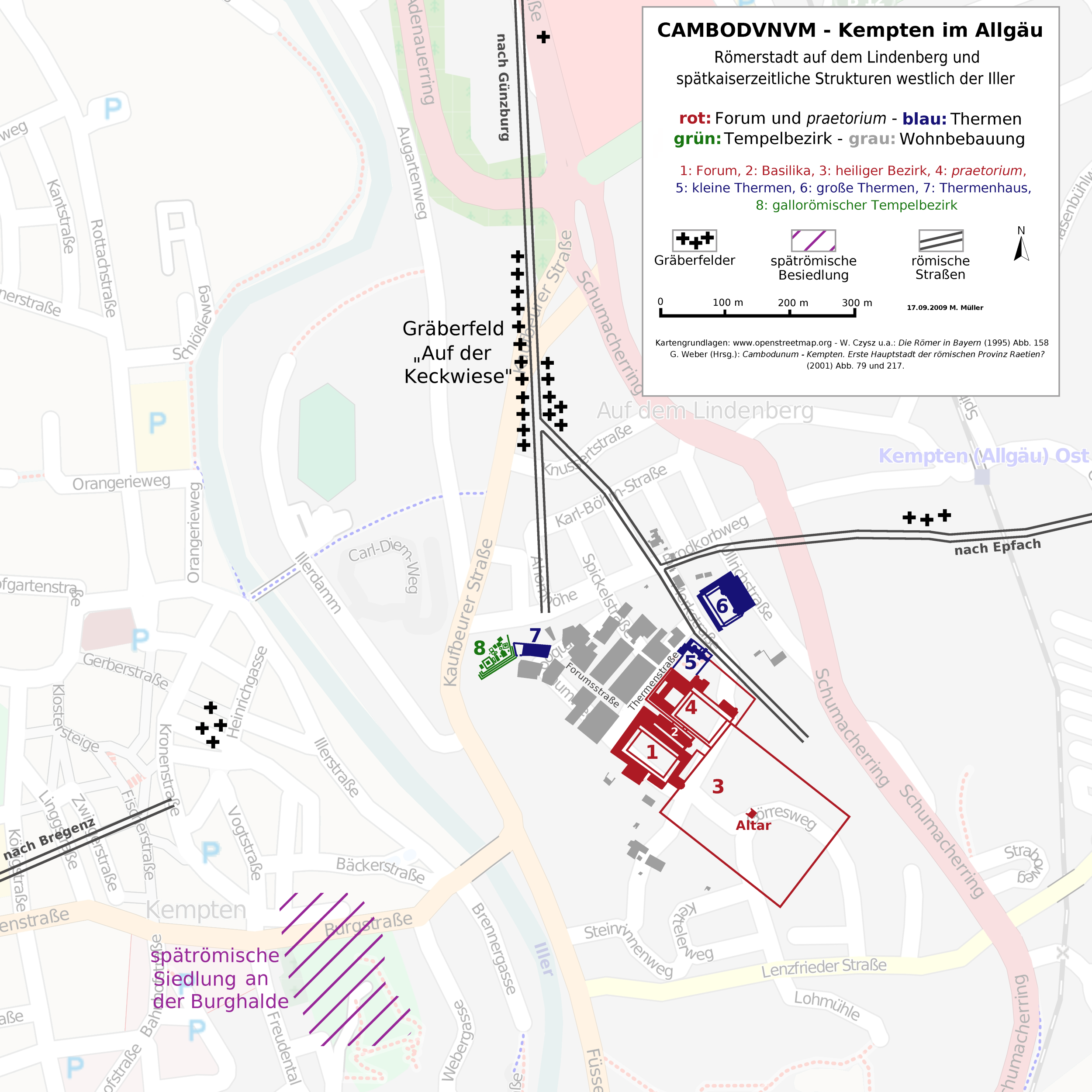
Lageplan der Anlage

Cambodunum war im 1. Jahrhundert n. Chr. der Verwaltungssitz des Statthalters der Provinz Rätien. Erst später wurde Augusta Vindelicum Hauptstadt. Der Statthalter residierte im Praetorium, das später, als die politische Bedeutung des Ortes zurückgegangen war, zu einem Gästehaus umgebaut wurde. Auch die Thermen, die sich an das Gebäude anschließen, waren zunächst für den Gebrauch des Statthalters bestimmt und wurden nachträglich, etwa durch den Einbau öffentlicher Latrinen, umgerüstet. Die Überreste der Badeanlage sind gut erhalten und didaktisch aufbereitet.
Das umfangreiche Gelände des Forums mit den Überresten einer Basilika, die wahrscheinlich um 70 n. Chr. nach einem Brand neu errichtet wurde, spricht für die Bedeutung des Ortes zu dieser Zeit.
Die gegenseitigen Einflüsse der ursprünglichen keltisch-germanischen Bevölkerung und der eingewanderten Römer spiegelt der Tempelbezirk wider. Zwar sind von der früheren anzunehmenden Keltensiedlung, die schon von Strabon erwähnt wird, keine Spuren mehr zu erkennen, doch dreizehn Tempel- oder Kultbauten aus dem 1. und 2. Jahrhundert n. Chr. zeugen von dem Nebeneinander der Religionen der Kelten, Germanen und Römer.
Diese Gebäude wurden in Originalgröße rekonstruiert. Altäre und Weiheinschriften sprechen insbesondere für eine Verehrung der Gottheiten Merkur, Herkules und Epona. Nach dem römischen Verständnis war der Tempel ausschließlich das Wohnhaus des darin verehrten Gottes – im Gegensatz zu den später entstandenen christlichen Kirchen, die der Gemeinde als Versammlungsort dienten. Einzig der römische Priester konnte den Tempel betreten. Der Altar des Tempels stand auch nicht im Tempel, sondern davor. Hier konnte der Gläubige beten und opfern. Die Opfergabe konnte mit einer Votivtafel begleitet werden, die der Priester dann innerhalb des Tempels anbrachte.
Weitere archäologische Funde aus den Grabungen wurden bis zur Schließung im Jahr 2015 auch im Römischen Museum Kempten im Zumsteinhaus ausgestellt.

### Der gallo-römische Tempelbezirk

#### Forschungsgeschichte
Der gallo-römische Tempelbezirk wurde in den Jahren 1937 bis 1938 unter der Leitung von Ludwig Ohlenroth erstmals in großen Teilen ergraben und wissenschaftlich aufgenommen. Ohlenroths vorbildliche und in den meisten Fällen erhalten gebliebenen Arbeiten erleichterten in den Jahren 1983 bis 1985 eine steingerechte Teilrekonstruktion in den Zustand von 1938. Dies war notwendig geworden, da vor allem nach dem Zweiten Weltkrieg die freiliegenden Fundamente dem Steinraub zum Opfer gefallenen waren. Zeitgleich mit der Wiederherstellung fand eine erneute Ausgrabung des inzwischen verwilderten Areals statt. Wie sich zeigte, waren alle in den 1930er Jahren noch vorgefundenen Mauerteile über dem Laufniveau zwischenzeitlich abgeräumt worden. In den meisten Fällen wurden für die Rekonstruktionsarbeiten die letzten Reste des originalen Befundes im Vorfeld vollständig entfernt und über einem Betonfundament wiederaufgebaut. Diese Maßnahmen zerstörten zwar fast die gesamte antike Bausubstanz, doch nur so ließ sich eine witterungsbeständige archäologische Parkanlage verwirklichen, in der auch vollständige Rekonstruktionsversuche antiker Bauten entstehen sollten.

#### Befunde
Das Areal bot in den frühen Jahren der römischen Besiedlung noch ein anderes Bild als heute, da sich der Geländesporn des Illerhochufers, auf dem später der Tempelbezirk errichtet wurde, ursprünglich durch eine breite und tiefe Geländeabsenkung vom restlichen Hochufer absetzte. Es konnte festgestellt werden, dass in der Frühphase innerhalb dieser Senke ein 60–80 Zentimeter breiter und 50–70 Zentimeter tiefer Graben – vielleicht ein Doppelgraben – existiert hat, der jedoch schnell wieder verschüttet wurde. Die Verfüllung barg geringe Reste an Tierknochen.
In welchem Maß die Tempel der ersten Holzbauphase zeitlich zu der Grabenanlage gehört haben, konnte nicht mit Sicherheit geklärt werden. Es ist jedoch davon auszugehen, dass die Mehrzahl der Holzbauten in eine Zeit gehören, als die natürliche Geländeabsenkung bereits mit Siedlungs-, Zerstörungs- und Bauschuttschichten langsam nivelliert wurde. Die erhaltenen Spuren dieser frühen Periode zeigen, dass der Tempelbezirk bereits damals annähernd die Größe des späteren Steinausbaus erreichte. Rechteckige Strukturen weisen auf hölzerne Umgangstempel und Kapellen hin; im Westen lässt sich eine nur teilweise erhaltene, über 25 Meter lange und rund 5 Meter breite Baustruktur ausmachen, die aus dem Schema der übrigen sicher rekonstruierbaren Grundrisse herausfällt. Innerhalb dieser Holzbauphase konnten mehrere Zeitstellungen festgestellt werden. Einige Bauten wurden vielleicht auch profan genutzt. So fand sich eine holzverschalte Zisterne und ein vielleicht zur Metallverarbeitung hergerichteter Brennofen. Beide Strukturen könnten der Spätzeit der Holzbauphase angehören. Soweit es sich nachvollziehen lässt, waren die meisten Bauten in nordnordwestliche Richtung gedreht.
Diese Ausrichtung wird von der später entstandenen, den Tempelbezirk umschließenden steinernen Umgangshalle an ihrer Ostseite wieder aufgenommen. Die Mehrzahl der zur Steinbauphase gehörenden, nach Osten orientierten Bauten dürften im 2. Jahrhundert, einige wenige auch im 3. Jahrhundert n. Chr. entstanden sein.

#### Heutiger Zustand

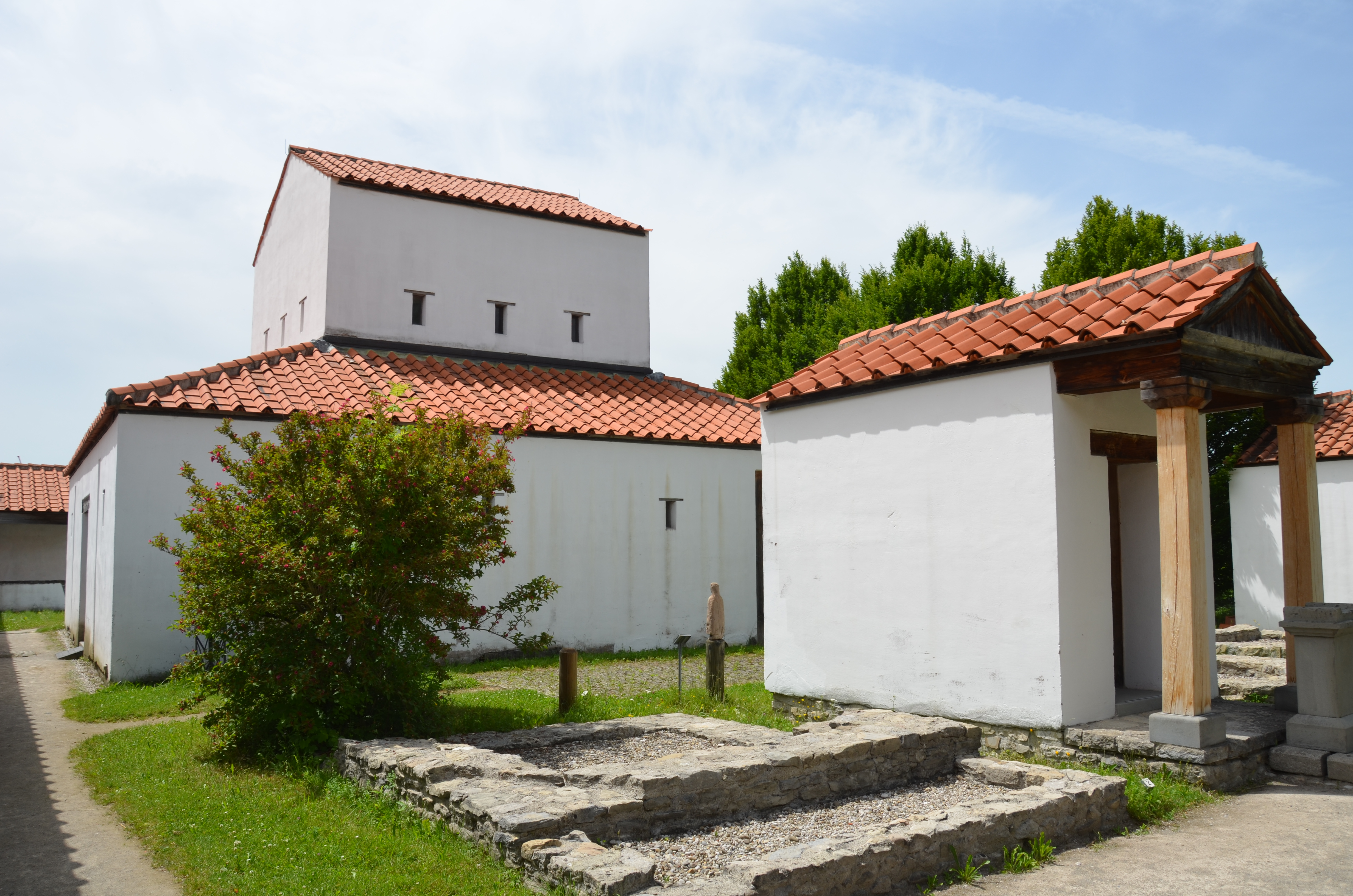
Rekonstruierter Tempel des Hercules - Umgangstempel

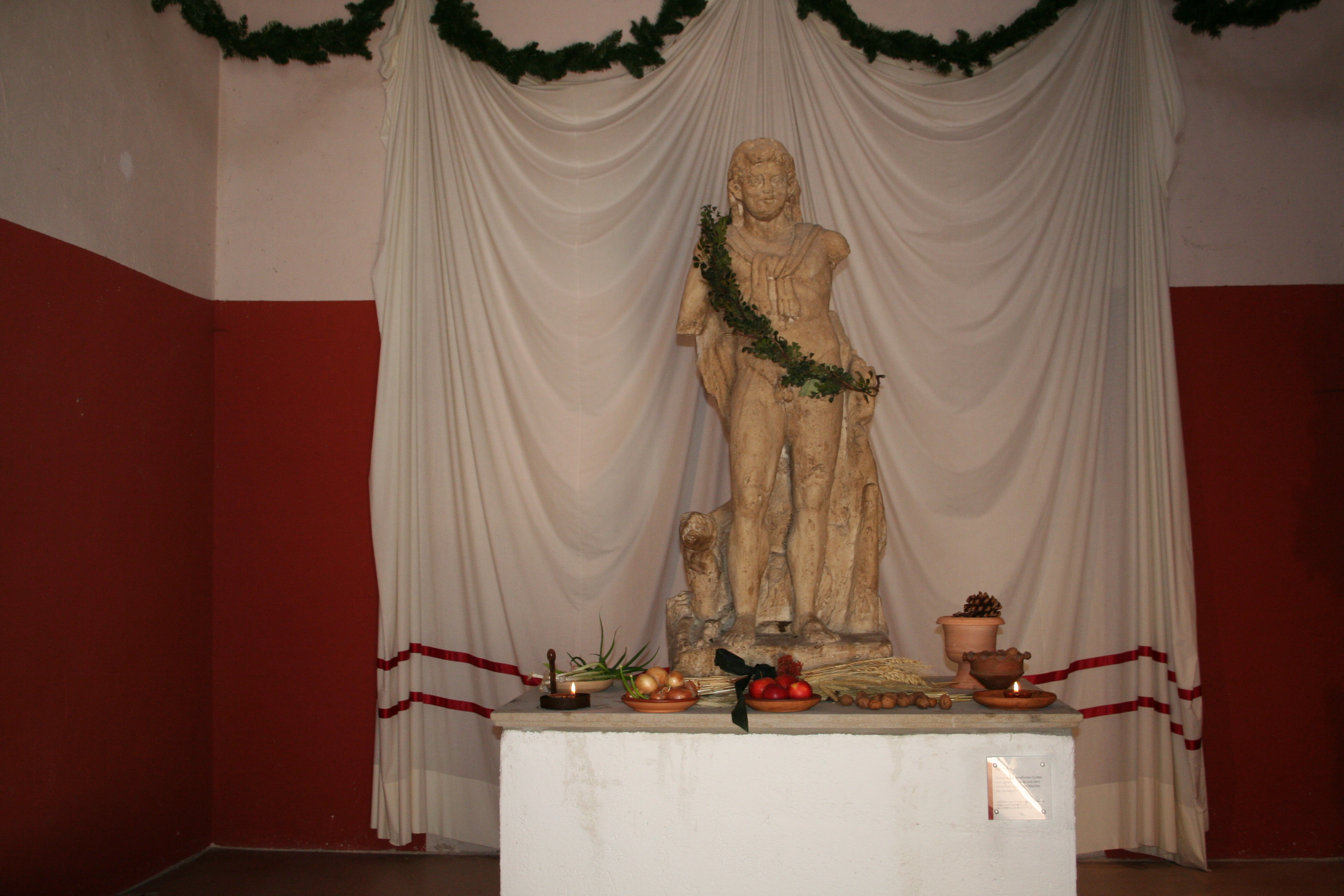
Altar im Hercules-Tempel

Es befinden sich sechzehn Fundplätze von Kultstätten verschiedener Größe in diesem Bereich. Fünf der Tempel wurden behutsam rekonstruiert. Das Gelände ist nach Osten abgeschlossen mit einer rekonstruierten Doppelhalle, die den Tempelbezirk auf drei Seiten umgab. Die weiteren Fundplätze im Einzelnen sind:
1. Sockel eines Denkmals, vielleicht eine Jupitersäule
2. Kleiner Tempel
3. Tempel der Epona
4. Gallo-römischer Umgangstempel des Hercules
5. Doppelhalle
6. Kleiner Tempel
7. Brandopferaltar
8. Kleiner Tempel
9. Kleiner Tempel
10. Podest für Weihegaben
11. Einfacher rechteckiger Kultbau
12. Kleiner Tempel oder Nebengebäude
13. Plattenfundament für einen Tempel
14. Bildstockartige Kapelle
15. Kleiner Tempel
16. Plattenfundament für einen Tempel

Die Rekonstruktion des Umgangstempels richtete sich nach den Vorbildern aus Funden in Autun, Perigieux und Villetoureix. Von den 350 erforschten Tempeln, die hauptsächlich in von Kelten bewohnten Gebieten der römischen Provinzen lagen, wurde nach D. R. Wilson (1980) bei 345 gesichert nachgewiesen, dass der Umgang ein offener Säulenumgang war. Der Kemptener Tempel zeigt jedoch anhand der Außenmauern des Umgangs nur je zwei Stützstellungen aus Holz auf jeder Seite. Sie würden als Stützen für das Dach baustatischen Anforderungen nicht genügen, deswegen wurde der Tempel mit einem geschlossenen Umgang rekonstruiert. Auch Überlegungen über die jährlichen Schneemengen im Allgäu des exponiert in der Westwinddrift gelegenen Tempels, waren dafür ausschlaggebend den Umlauf in einer geschlossenen Form zu rekonstruieren.

### Der Heilige Bezirk
Der Heilige Bezirk misst 800 römische Fuß (238,10 m) in der Länge und 600 römische Fuß (178,95 m) in der Breite. Er hatte die Funktion eines religiösen Kultplatzes der römischen Religion, war aber auch weltlicher Versammlungsplatz. Von einer Mauer umgeben erhob sich in der Mitte ein großer Altar. Dieser Altar könnte der Stadtgöttin Roma und dem vergöttlichten römischen Kaiserhaus geweiht gewesen sein.

### Geokoordinaten
- Tempelbezirk 47° 43′ 39,5″ N, 10° 19′ 22,9″ O
- Kleine Therme 47° 43′ 40,4″ N, 10° 19′ 36,9″ O
- Basilika 47° 43′ 35,7″ N, 10° 19′ 34″ O

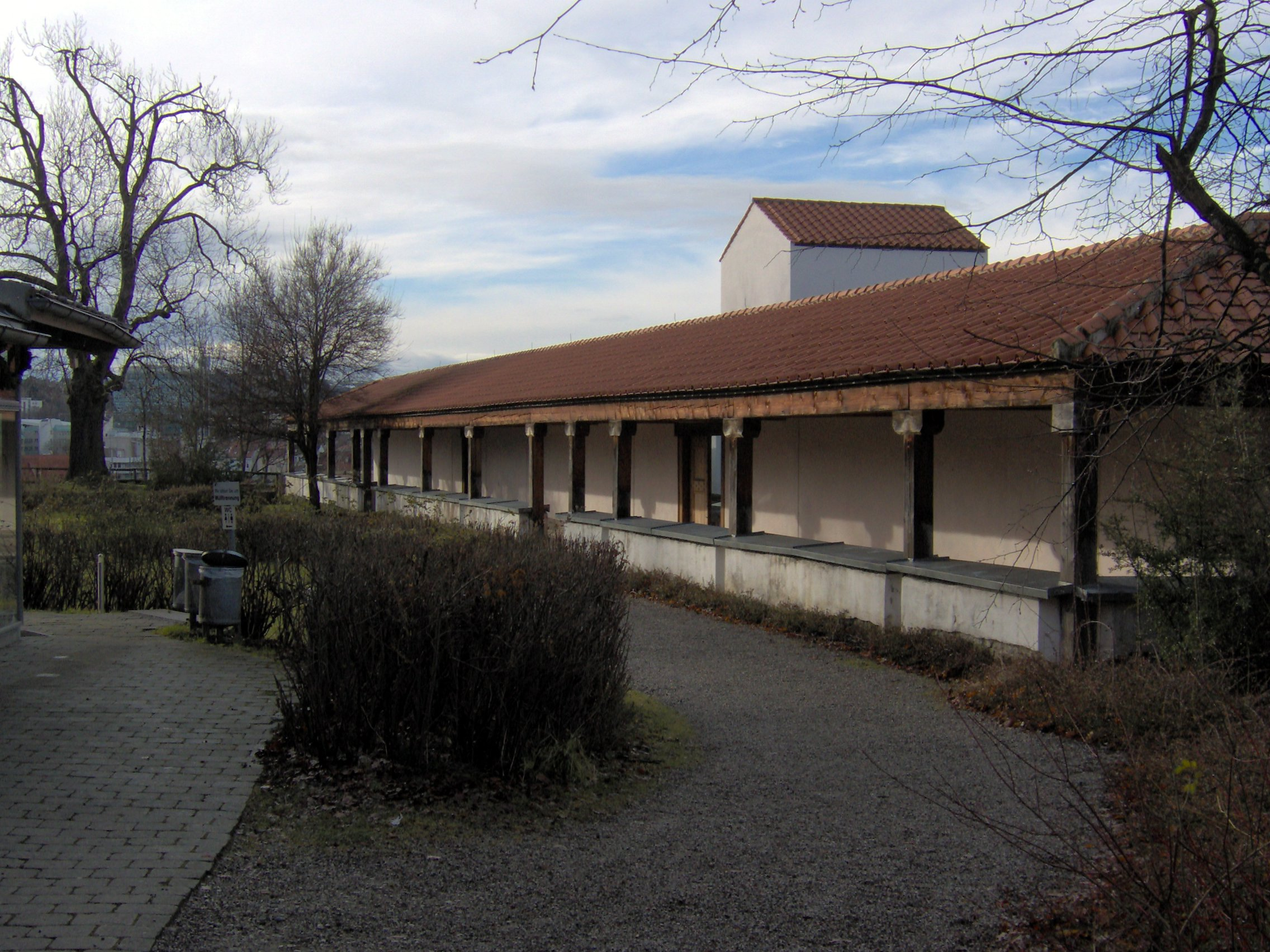
Die umschließende Doppelhalle des Tempelbezirkes
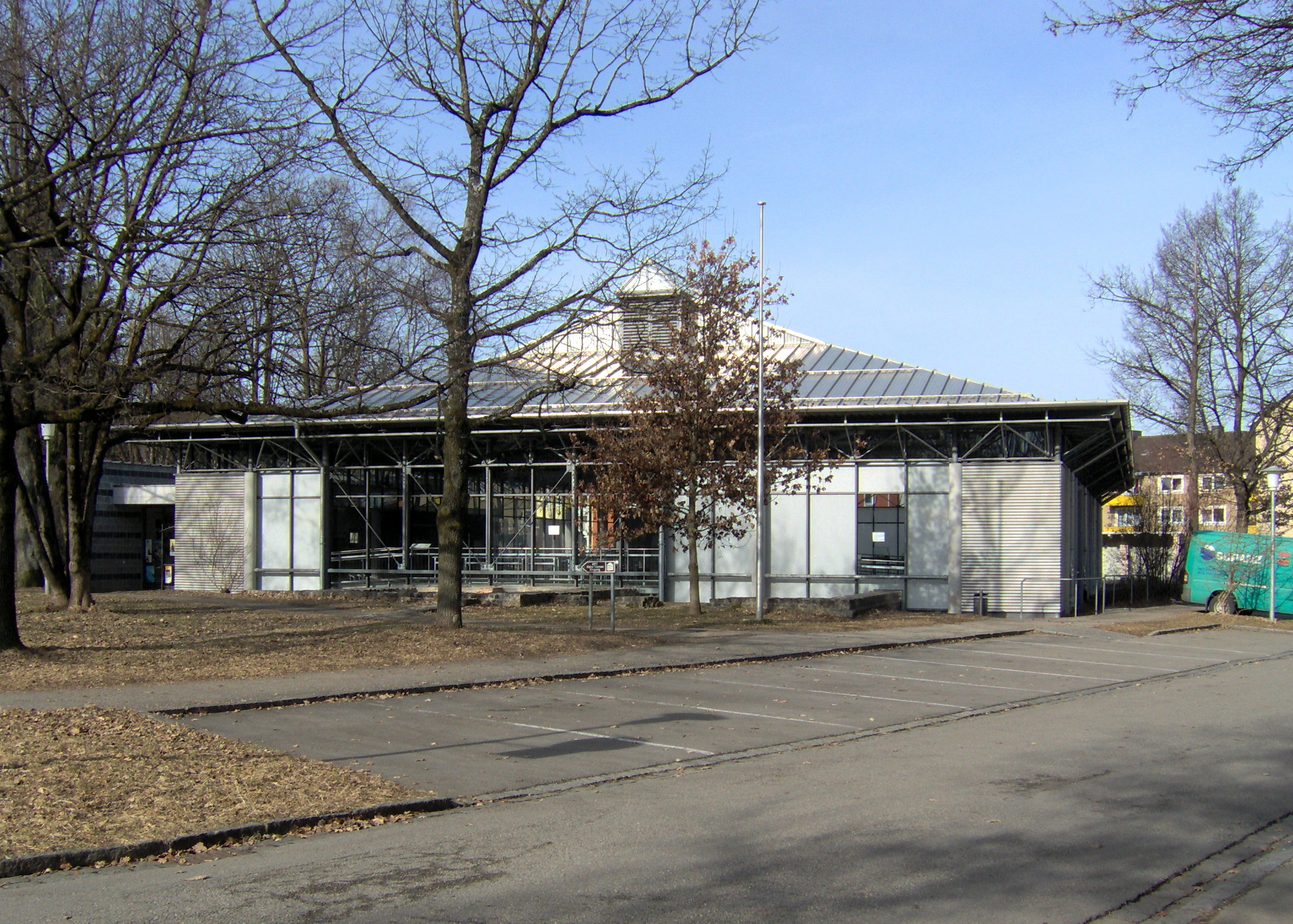
Das Schutzgebäude über den kleinen Thermen
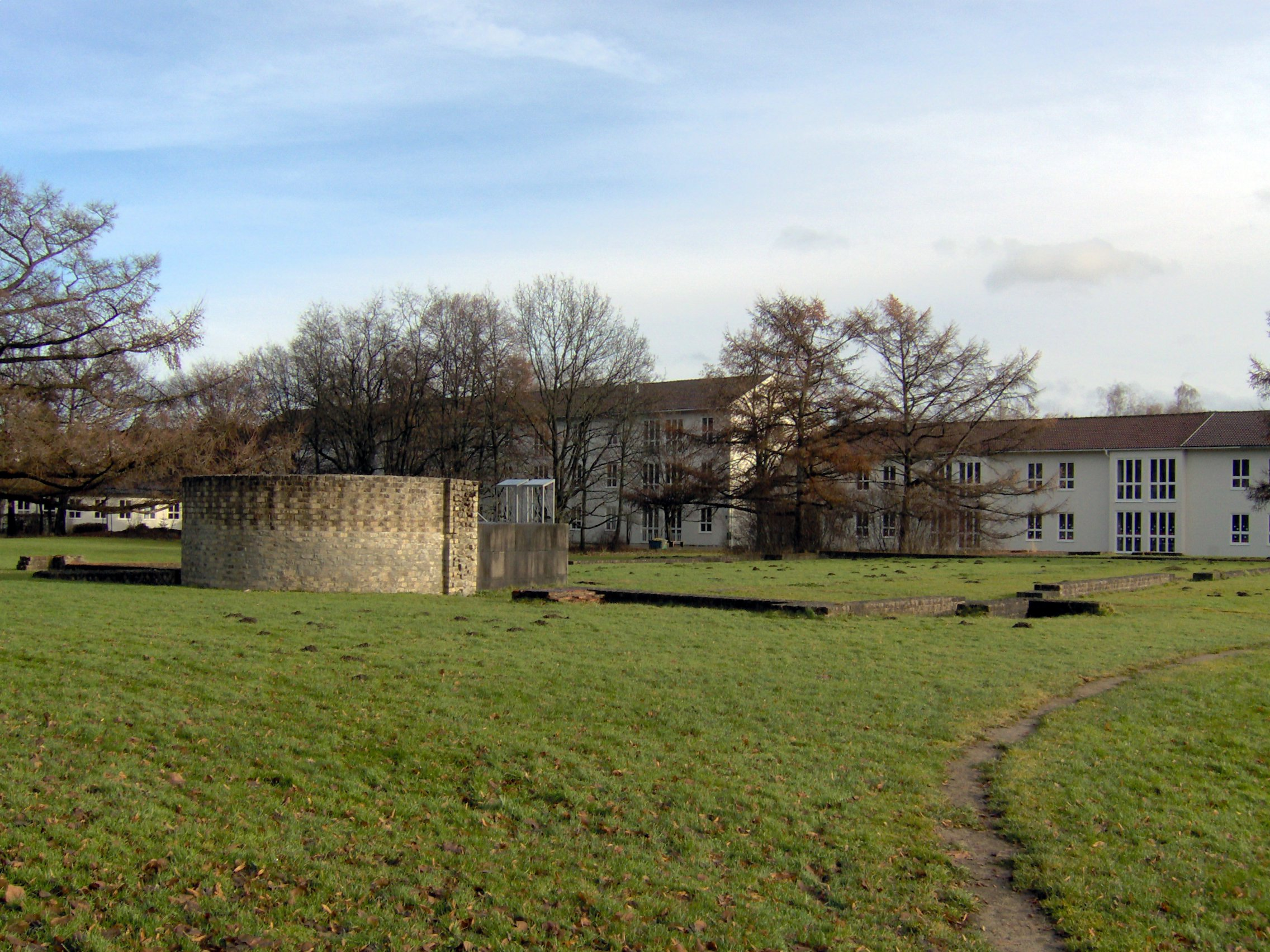
Die Grundmauern der Basilika, nach Osten fotografiert